# Јевр
Јевр (фр. Yèvre) је река у Француској. Дуга је 81 km. Улива се у Шер. 